# Bertuğ Yıldırım
Bertuğ Yıldırım (Kağıthane, 12 de julio de 2002) es un futbolista turco que juega en la demarcación de delantero para el Stade Rennes F. C. de la Ligue 1.

## Selección nacional
Hizo su debut con la selección de fútbol de Turquía el 8 de septiembre de 2023 en un partido de clasificación para la Eurocopa 2024 contra Armenia que finalizó con un resultado de empate a uno tras el gol de Artak Dashyan para Armenia, y del propio Bertuğ Yıldırım para Turquía.

### Participaciones en Eurocopas
| Copa          | Sede     | Resultado        | Partidos | Goles |
| ------------- | -------- | ---------------- | -------- | ----- |
| Eurocopa 2024 | Alemania | Cuartos de final | 0        | 0     |

## Estadísticas

### Clubes
Actualizado al último partido disputado el 27 de octubre de 2024.
| Club                       | Div.          | Temporada     | Liga  | Liga  | Copas nacionales | Copas nacionales | Copas internacionales | Copas internacionales | Total | Total |
| Club                       | Div.          | Temporada     | Part. | Goles | Part.            | Goles            | Part.                 | Goles                 | Part. | Goles |
| -------------------------- | ------------- | ------------- | ----- | ----- | ---------------- | ---------------- | --------------------- | --------------------- | ----- | ----- |
| Sariyer S. K. Turquía      | 3.ª           | 2018-19       | 1     | 0     | —                | —                | —                     | —                     | 1     | 0     |
| Sariyer S. K. Turquía      | 3.ª           | 2019-20       | 1     | 0     | 0                | 0                | —                     | —                     | 1     | 0     |
| Sariyer S. K. Turquía      | 3.ª           | 2020-21       | 29    | 6     | 1                | 0                | —                     | —                     | 30    | 6     |
| Sariyer S. K. Turquía      | Total club    | Total club    | 31    | 6     | 1                | 0                | 0                     | 0                     | 32    | 6     |
| Hatayspor Turquía          | 1.ª           | 2021-22       | 16    | 1     | 1                | 0                | —                     | —                     | 17    | 1     |
| Hatayspor Turquía          | 1.ª           | 2022-23       | 16    | 4     | 1                | 0                | —                     | —                     | 17    | 4     |
| Antalyaspor Turquía        | 1.ª           | 2022-23       | 13    | 2     | —                | —                | —                     | —                     | 13    | 2     |
| Antalyaspor Turquía        | Total club    | Total club    | 13    | 2     | 0                | 0                | 0                     | 0                     | 13    | 2     |
| Hatayspor Turquía          | 1.ª           | 2023-24       | 3     | 1     | —                | —                | —                     | —                     | 3     | 1     |
| Hatayspor Turquía          | Total club    | Total club    | 35    | 6     | 2                | 0                | 0                     | 0                     | 37    | 6     |
| Stade Rennes F. C. Francia | 1.ª           | 2023-24       | 21    | 0     | 2                | 0                | 5                     | 1                     | 28    | 1     |
| Stade Rennes F. C. Francia | Total club    | Total club    | 21    | 0     | 2                | 0                | 5                     | 1                     | 28    | 1     |
| Getafe C. F. · España      | 1.ª           | 2024-25       | 9     | 1     | 0                | 0                | —                     | —                     | 9     | 1     |
| Getafe C. F. · España      | Total club    | Total club    | 9     | 1     | 0                | 0                | 0                     | 0                     | 9     | 1     |
| Total carrera              | Total carrera | Total carrera | 109   | 15    | 5                | 0                | 5                     | 1                     | 119   | 16    |